# Oribella fujikawae
Oribella fujikawae är en kvalsterart som beskrevs av Sandór Mahunka 1982. Oribella fujikawae ingår i släktet Oribella och familjen Oribellidae. Inga underarter finns listade i Catalogue of Life.